# 粟屋潔
粟屋 潔（あわや きよし、1909年（明治42年）8月22日 - 1982年（昭和57年）10月15日）は、日本の学者。専門は電気音響工学。

## 略歴
1909年（明治42年）8月22日生まれ。藤岡市助は祖父。1932年3月、東京工業大学電気工学科卒業。同年4月、同大学助手。1939年5月、同助教授。1945年5月、工学博士。1947年11月、東京工業大学教授。1970年4月、同大学名誉教授ならびに千葉大学工学部教授。1975年4月、神奈川大学工学部教授。1981年5月、勲三等旭日中綬章を受章。1982年10月15日、直腸腫瘍のため死去。73歳没。
1969年から1971年まで、日本音響学会会長を務めた。1983年からは、遺族の寄付により粟屋の名を冠した粟屋 潔学術奨励賞が、同会より研究者・技術者に授与されている。